# Herb gminy Radzanowo
Herb gminy Radzanowo – symbol gminy Radzanowo.

## Wygląd i symbolika
Herb przedstawia na tarczy w polu niebieskim żółtego lwa z pierścieniem, wystającego zza czerwonego muru blankowanego (godło z herbu Prawdzic), a pod nim trzy żółte kłosy zboża na zielonym tle.